# Futbol'nyj Klub Enisej 2012-2013
Questa voce raccoglie le informazioni riguardanti il Futbol'nyj Klub Enisej nelle competizioni ufficiali della stagione 2012-2013.

## Stagione
La stagione si concluse con il decimo posto finale in PFN Ligi.

## Rosa[1]
| N. |                   | Ruolo | Calciatore           |
| -- | ----------------- | ----- | -------------------- |
| 1  | Russia (bandiera) | P     | Sergej Borodin       |
| 2  | Russia (bandiera) | D     | Aleksandr Koževnikov |
| 4  | Russia (bandiera) | D     | Evgenij Cačan        |
| 5  | Russia (bandiera) | D     | Sergej Pjatikopov    |
| 7  | Russia (bandiera) | A     | Oleg Kožanov         |
| 8  | Russia (bandiera) | C     | Vladimir Lešonok     |
| 9  | Russia (bandiera) | C     | Rais Sitdikov        |
| 10 | Russia (bandiera) | C     | Pavel Rožkov         |
| 11 | Russia (bandiera) | C     | Jurij Rodenkov       |
| 14 | Russia (bandiera) | C     | Azim Fatullaev       |
| 15 | Russia (bandiera) | A     | Vjančeslav Čadov     |
| 16 | Russia (bandiera) | P     | Michail Borodko      |

| N. |                        | Ruolo | Calciatore           |
| -- | ---------------------- | ----- | -------------------- |
| 17 | Russia (bandiera)      | C     | Roman Surnev         |
| 18 | Russia (bandiera)      | C     | Aleksej Bazanov      |
| 19 | Russia (bandiera)      | C     | Sergej Lužkov        |
| 20 | Russia (bandiera)      | D     | Vasilij Pjančenko    |
| 22 | Russia (bandiera)      | D     | Ildar Šabaev         |
| 23 | Lettonia (bandiera)    | C     | Oļegs Laizāns        |
| 24 | Russia (bandiera)      | D     | Timofej Margasov     |
| 27 | Russia (bandiera)      | C     | Stanislav Lebamba    |
| 30 | Bielorussia (bandiera) | A     | Aljaksej Kučuk       |
| 35 | Russia (bandiera)      | D     | Vasel' Abdel'fattach |
| 44 | Russia (bandiera)      | D     | Aleksej Nikitin      |
| 79 | Russia (bandiera)      | P     | Aleksandr Plotnikov  |

## Risultati

### Campionato
| Krasnojarsk 9 luglio 2012 1ª giornata | Enisej | 2 – 1 referto | Šinnik | Stadio Centrale |

| Ekaterinburg 16 luglio 2012 2ª giornata | Ural | 1 – 1 referto | Enisej | Stadio Centrale |

| Krasnojarsk 23 luglio 2012 3ª giornata | Enisej | 1 – 1 referto | Petrotrest | Stadio Centrale |

| Krasnojarsk 30 luglio 2012 4ª giornata | Enisej | 1 – 0 referto | Metallurg-Kuzbass | Stadio Centrale |

| Chabarovsk 7 agosto 2012 5ª giornata | SKA-Ėnergija | 1 – 0 referto | Enisej |  |

| Krasnojarsk 13 agosto 2012 6ª giornata | Enisej | 3 – 1 referto | Spartak-Nal'čik | Stadio Centrale |

| Mosca 17 agosto 2012 7ª giornata | Torpedo Mosca | 0 – 0 referto | Enisej | Stadio Ėduard Strel'cov |

| Krasnojarsk 22 agosto 2012 8ª giornata | Enisej | 0 – 0 referto | Volgar' Astrachan' | Stadio Centrale |

| Belgorod 27 agosto 2012 9ª giornata | Saljut Belgorod | 2 – 1 referto | Enisej | Stadio Saljut |

| Krasnojarsk 6 settembre 2012 10ª giornata | Enisej | 0 – 0 referto | Rotor | Stadio Centrale |

| Tomsk 10 settembre 2012 11ª giornata | Tom' Tomsk | 2 – 0 referto | Enisej | Trud Stadium |

| Krasnojarsk 17 settembre 2012 12ª giornata | Enisej | 1 – 2 referto | Sibir' | Stadio Centrale |

| Chimki 21 settembre 2012 13ª giornata | Chimki | 1 – 2 referto | Enisej | Stadio Rodina |

| Krasnojarsk 2 ottobre 2012 14ª giornata | Enisej | 1 – 2 referto | Baltika | Stadio Centrale |

| Ufa 9 ottobre 2012 15ª giornata | Ufa | 1 – 2 referto | Enisej | Stadio Dinamo |

| Nižnekamsk 22 ottobre 2012 17ª giornata | Neftechimik | 1 – 0 referto | Enisej | Stadio Neftechimik |

| Krasnojarsk 26 ottobre 2012 18ª giornata | Enisej | 0 – 1 referto | Ural | Stadio Centrale |

| San Pietroburgo 16 novembre 2012 19ª giornata | Petrotrest | 2 – 1 referto | Enisej | Stadio SK Petrovskij |

| Novokuzneck 5 novembre 2012 20ª giornata | Metallurg-Kuzbass | 1 – 0 referto | Enisej | Stadio Metallurg |

| Krasnojarsk 12 novembre 2012 21ª giornata | Enisej | 1 – 1 referto | SKA-Ėnergija | Stadio Centrale |

| Nal'čik 20 novembre 2012 22ª giornata | Spartak-Nal'čik | 0 – 2 referto | Enisej | Stadio Spartak |

| Krasnojarsk 12 marzo 2013 23ª giornata | Enisej | 0 – 0 referto | Torpedo Mosca | Stadio Centrale |

| Astrachan' 19 marzo 2013 24ª giornata | Volgar' Astrachan' | 1 – 1 referto | Enisej | Stadio Centrale |

| Krasnojarsk 25 marzo 2013 25ª giornata | Enisej | 1 – 1 referto | Saljut Belgorod | Stadio Centrale |

| Volgograd 1º aprile 2013 26ª giornata | Rotor | 0 – 1 referto | Enisej | Stadio Centrale |

| Krasnojarsk 8 aprile 2013 27ª giornata | Enisej | 1 – 1 referto | Tom' Tomsk | Stadio Centrale |

| Novosibirsk 13 aprile 2013 28ª giornata | Sibir' | 0 – 3 referto | Enisej | Spartak Stadium |

| Krasnojarsk 23 aprile 2013 29ª giornata | Enisej | 2 – 1 referto | Chimki | Stadio Centrale |

| Kaliningrad 30 aprile 2013 30ª giornata | Baltika | 3 – 0 referto | Enisej | Stadio Baltika |

| Krasnojarsk 6 maggio 2013 31ª giornata | Enisej | 0 – 1 referto | Ufa | Stadio Centrale |

| Krasnojarsk 19 maggio 2013 33ª giornata | Enisej | 2 – 2 referto | Neftechimik | Stadio Centrale |

| Jaroslavl' 25 maggio 2013 34ª giornata | Šinnik | 0 – 0 referto | Enisej | Stadio Šinnik |

### Coppa di Russia
| Bratsk 2 settembre 2012 Quarto turno | Sibirjak Bratsk | 0 – 1 referto | Enisej | Stadio Metallurg |

| Krasnojarsk 26 settembre 2012 Sedicesimi di finale | Enisej | 2 – 1 referto | Rubin | Stadio Centrale |

| Krasnojarsk 30 ottobre 2012 Ottavi di finale | Enisej | 1 – 0 referto | SKA-Ėnergija | Stadio Centrale |

| Mosca 17 aprile 2013 Quarti di finale | CSKA Mosca | 3 – 0 referto | Enisej | Stadio Lužniki |